# Кона Прабхакар Рао
Кона Прабхакар Рао (телугу కోన ప్రభాకరరావు; 10 июля 1916, Бапатла, Мадрасское президентство, Британская Индия — 20 октября 1990, Хайдарабад, Индия) — индийский государственный деятель.

## Биография
Родился в городе Бапатла Мадрасского президентства Британской Индии (ныне штат Андхра-Прадеш), в богатой брахманской семье. Начальное образование получил в родном городе. В 16-летнем возрасте участвовал в школьном забастовочном движении. Получил юридическое образование в католическом Колледже Игнатия Лойолы в Мадрасе. В период учёбы интересовался теннисом, участвовал в студенческих турнирах, в 1938 году стал чемпионом Бомбейского университета по этому вида спорта. Получил степень магистра юридических наук в университете города Пуна. С 1940 года после окончания университета практиковал адвокатскую деятельность. В 1942 году в Бапатле основал молодёжную лигу, пропагандируя движение за ношение домотканой одежды, возглавляемое Махатмой Ганди (в знак протеста против введённых британскими колониальными властями повышенных цен на хлопчатобумажную одежду, которую, к тому же, завозили из Англии). В конце 1940-х — начале 1950-х снимался в фильмах на телугу.
В 1967 году впервые занял государственную должность, будучи избран в Законодательное собрание штата Андхра-Прадеш, позже был переизбран в 1972 и 1978 годах. С 1980 по 1981 годы был спикером парламента штата. С 2 сентября 1983 до июня 1984 года был губернатором союзной территории Пондичерри. С 18 июня 1984 по 30 мая 1985 занимал должность губернатора штата Сикким. 31 мая 1985 стал губернатором штата Махараштра, пробыв на этом посту до 2 апреля 1986 года.
Умер 20 октября 1990 года в Хайдарабаде.